# Vilhelm Hjort
Vilhelm Billeskov Hjort (født 13. marts 1813 i Ribe, død 23. november 1867 i København) var en dansk postembedsmand og politiker.
Hjort var søn af biskop Viktor Kristian Hjort og Marie Pauline Schiørring. Han blev 1830 student fra Ribe Katedralskole og herefter juridisk kandidat i 1835. I nogle år gjorde han tjeneste i det københavnske toldekspeditionskontor på Frederiksværks Birkekontor og i 1841 blev han konstitueret som fuldmægtig i Generalpostdirektionen. Han blev fast ansat i 1842 og seks år senere, i 1848 blev han kontorchef og postsekretær. Han blev konstitueret som postinspektør for Slesvig og Østifterne i 1852 og samme år blev han udnævnt som justitsråd. Han blev fast ansat i 1853 og i 1857 vendte han tilbage til Generalpostdirektionen som kommitteret og i 1862 fik etatsråds titel.
Den 1. januar 1856 var han blevet Ridder af Dannebrog og var tillige ridder af Sankt Olavs Orden og ridder af 2. klasse af Vasaordenen.
Hjort for blev ugift. Han deltog ved afslutning af postkonventioner med fremmede stater (afsluttede 1847 postkonventionen med Sverige og 1851 med Norge). Han oversatte den ældre Edda (1860-63). Hjort var desuden folketingsmand for Vejle Amts 3. kreds (27. maj 1853 til 10. maj 1854).
Der findes en silhouet af Niels Christian Fausing.